# Darul-Aman Stiftung
Die Darul-Aman Stiftung war eine am 15. Dezember 2004 in Düsseldorf gegründete Stiftung, die das Ziel verfolgte, den Darul-Aman-Palast in Kabul (Afghanistan) als erneuten Sitz des afghanischen Parlaments wieder aufzubauen. Sie ging aus dem Darulaman Kabul e.V. hervor, der am 5. Februar 2004 gegründet wurde und danach in die Stiftung überführt wurde.
Schirmherr der Darul-Aman Stiftung war Altbundespräsident Walter Scheel, Ehrenmitglied der Darul-Aman Stiftung war der ehemalige Präsident der Islamischen Republik Afghanistan Hamid Karzai.
Grundlage ist die Tradition des 1. deutsch-afghanischen Freundschaftsvertrages aus dem Jahre 1926. Angelehnt an die Baugeschichte unter dem deutschen Architekten Walter Harten war die Darul-Aman Stiftung auch bestrebt, neue Arbeits- und Ausbildungsplätze im Zuge des Palastaufbaus zu fördern.

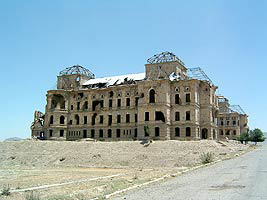
Der zerstörte Darul-Aman-Palast in Kabul

## Geschichtlicher Hintergrund
Der afghanische Emir und spätere König Amanullah Khan führte Afghanistan im Jahre 1919 in die Unabhängigkeit von der britischen Kolonialherrschaft und entwickelte schnell ehrgeizige Modernisierungspläne für sein Land. Im Zuge seiner Reformen widmete sich König Amanullah auch der Stadtentwicklung Kabuls. Er ließ, 11 km vom alten Stadtkern entfernt, den neuen Stadtteil Darulaman errichten, mit dem gleichnamigen Palast im Zentrum. Das Gebäude dokumentiert das Engagement des deutschen Architekten Walter Harten, den König Amanullah mit seinen Modernisierungsplänen betraut hatte. Das Projekt geht auf die ursprüngliche Initiative des damaligen Berliner Geheimen Regierungsrats Josef Brix zurück. In den zehn Jahren bis 1929 errichtete ein Team von 22 deutschen Ingenieuren 70 moderne Gebäude in Kabul und bildete beim Bau des Palastes ca. 700 einheimische Fachkräfte aus. Dadurch wurde der Darul-Aman-Palast zu einem Symbol der Moderne und der deutsch-afghanischen Freundschaft. Dieser wichtige Teil der afghanischen Geschichte ist in großen Teilen der Bevölkerung noch tief verwurzelt.

## Die Stiftung
Die Darul-Aman-Stiftung war bemüht, den Wiederaufbau des Darul-Aman-Palastes international und völkerverbindend voranzutreiben. Neben der Rekonstruktion des Gebäudes sollten vor allem Ausbildungsplätze für Jugendliche geschaffen werden. Als das wichtigste Ziel sah die Stiftung allerdings das alle afghanischen Volksgruppen verbindende Element. Das Gebäude des zerstörten Palastes wird übergreifend von allen Volksgruppen in Afghanistan als nationales Identitätszentrum geachtet. Die Darul-Aman Stiftung ist inzwischen nicht mehr aktiv und sämtliche Inhalte wurden bereits von der Stiftungs-Homepage entfernt.

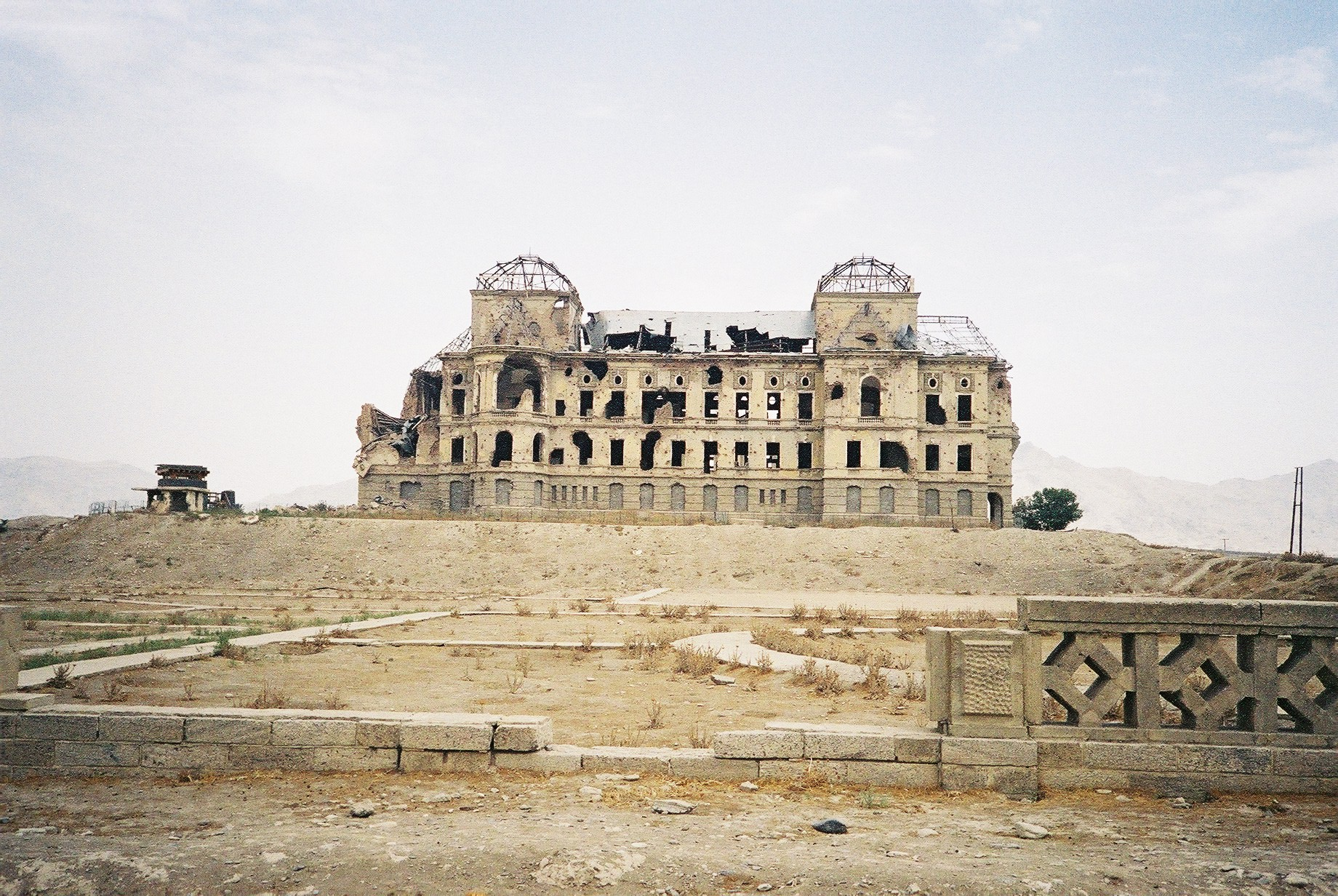
Frontansicht des Palastes